# 李德固
李德固（?—?），金朝大臣。海陵王完颜亮时平章政事。
金熙宗天眷元年（1138年），李德固为参知政事。皇统七年（1147年），升任为尚书右丞。完颜亮天德四年（1152年），升任为为平章政事。贞元元年（1153年），拜司空。